# Glomeridellidae
Glomeridellidae es una familia de milpiés. Sus 21 especies reconocidas son endémicas del Paleártico: centro-sur de Europa y Oriente Próximo.

## Géneros
Se reconocen los siguientes:
- Glomeridella Brölemann, 1895
- Typhloglomeris Verhoeff, 1898